# Gran Premi de Valònia
El Gran Premi de Valònia (en francès Grand Prix de Wallonie) és una cursa ciclista belga d'un sol dia que es disputa a Valònia. La primera edició es disputà el 1935 i durant els primers anys tingué moltes interrupcions. Fins al 1970 es va consolidar, i va disputada sempre a partir d'aquell moment. Des del 2005 forma part de l'UCI Europe Tour, amb una categoria 1.1. La sortida de la cursa és a Chaudfontaine i l'arribada es troba al capdamunt de la ciutadella de Namur.

## Palmarès
| Any                               | Vencedor                  | Segon                   | Tercer                    |
| --------------------------------- | ------------------------- | ----------------------- | ------------------------- |
| 1935                              | Gustave De Greef          | Joseph Vanderhaegen     | Léopold Gerard            |
| 1936                              | Adolf Braeckeveldt        | Antonio Fabris          | Constant Struyven         |
| 1937                              | Karel Tersago             | René Pedroli            | Pierre Houbrechts         |
| 1938                              | Adolf Braeckeveldt        | Frans Demondt           | Leopold Van Den Bossche   |
| 1939                              | Adolf Braeckeveldt        | Adelin Van Simaeys      | Georges Christiaens       |
| 1940-1941 edicions no realitzades |                           |                         |                           |
| 1942                              | Maurice Van Herzele       | Emiel Faingnaert        | Jef Moerenhout            |
| 1943                              | Edward Van Dyck           | Richard Depoorter       | Albert Ritserveldt        |
| 1944                              | Joseph Somers             | Eugeen Jacobs           | Lode Poels                |
| 1945-1948 edicions no realitzades |                           |                         |                           |
| 1949                              | Jacques Geus              | René Walschot           | Jan Van Steen             |
| 1950                              | Joseph Verhaert           | Nello Sforacchi         | Eduard Van Ende           |
| 1951-1969 edicions no realitzades |                           |                         |                           |
| 1970                              | Ferdinand Bracke          | Eddy Beugels            | Georges Pintens           |
| 1971                              | Felice Gimondi            | Walter Godefroot        | Georges Pintens           |
| 1972                              | Emile Cambré              | Jos van der Vleuten     | Georges Barras            |
| 1973                              | Albert Van Vlierberghe    | Gérard Besnard          | Walter Godefroot          |
| 1974                              | Frans Verbeeck            | Freddy Maertens         | Roger De Vlaeminck        |
| 1975                              | André Dierickx            | Eddy Merckx             | Ferdinand Bracke          |
| 1976                              | Herman Van Springel       | Freddy Maertens         | Frans Verbeeck            |
| 1977                              | Walter Planckaert         | Marc Demeyer            | Willem Peeters            |
| 1978                              | Willem Peeters            | Albert Van Vlierberghe  | Jacques Martin            |
| 1979                              | Leo van Vliet             | Jean-René Bernaudeau    | Fedor den Hertog          |
| 1980                              | Willy De Geest            | Jacques Martin          | Claude Criquielion        |
| 1981                              | Walter Dalgal             | Charles Jochums         | Patrick Versluys          |
| 1982                              | Hennie Kuiper             | Gerard Veldscholten     | Jos Jacobs                |
| 1983                              | Stephen Roche             | Eric Vanderaerden       | Phil Anderson             |
| 1984                              | Frank Hoste               | Claude Criquielion      | Paul Sherwen              |
| 1985                              | Marc Madiot               | Joop Zoetemelk          | Claude Criquielion        |
| 1986                              | Steven Rooks              | Michel Dernies          | Patrick Versluys          |
| 1987                              | Pascal Poisson            | Jan Nevens              | Laurent Fignon            |
| 1988                              | Claude Criquielion        | Laurent Fignon          | Charly Mottet             |
| 1989                              | Thomas Wegmüller          | Robert Millar           | Jos van Aert              |
| 1990                              | Luc Leblanc               | Michel Dernies          | Johan Bruyneel            |
| 1991                              | Frank Van Den Abeele      | Johan Bruyneel          | Sammie Moreels            |
| 1992                              | Danny Nelissen            | Marc Bouillon           | Sammie Moreels            |
| 1993                              | Patrick Evenepoel         | Raymond Meijs           | Mario De Clercq           |
| 1994                              | Peter Farazijn            | Udo Bölts               | Jan Nevens                |
| 1995                              | Andrea Chiurato           | Maarten den Bakker      | Fausto Dotti              |
| 1996                              | Franco Ballerini          | Bo Hamburger            | Frank Corvers             |
| 1997                              | Dmitri Konyschew          | Laurent Madouas         | Davide Casarotto          |
| 1998                              | Udo Bölts                 | Rik Verbrugghe          | Stéphane Heulot           |
| 1999                              | Patrick Jonker            | Léon van Bon            | Koos Moerenhout           |
| 2000                              | Alberto Elli              | Didier Rous             | Kurt Van De Wouwer        |
| 2001                              | Axel Merckx               | Tom Stremersch          | Scott Sunderland          |
| 2002                              | Dave Bruylandts           | Lennie Kristensen       | Nicolas Fritsch           |
| 2003                              | Dave Bruylandts           | Marek Rutkiewicz        | Mickaël Pichon            |
| 2004                              | Nick Nuyens               | Philippe Gilbert        | Jérôme Pineau             |
| 2005                              | Nick Nuyens               | Björn Leukemans         | Igor Abakoumov            |
| 2006                              | Philippe Gilbert          | Nick Nuyens             | William Bonnet            |
| 2007                              | Bert De Waele             | Cédric Vasseur          | Thor Hushovd              |
| 2008                              | Stefano Garzelli          | Giovanni Visconti       | Jérôme Pineau             |
| 2009                              | Nick Nuyens               | Allan Davis             | Roy Sentjens              |
| 2010                              | Paul Martens              | Riccardo Riccò          | Cadel Evans               |
| 2011                              | Philippe Gilbert          | Julien Simon            | Björn Leukemans           |
| 2012                              | Julien Simon              | Greg Van Avermaet       | Björn Leukemans           |
| 2013                              | Jan Bakelants             | Thomas Voeckler         | Mathias Frank             |
| 2014                              | Greg Van Avermaet         | Tony Gallopin           | Jan Bakelants             |
| 2015                              | Jens Debusschere          | Jan Bakelants           | Christophe Laporte        |
| 2016                              | Tony Gallopin             | Petr Vakoč              | Jérôme Baugnies           |
| 2017                              | Tim Wellens               | Tony Gallopin           | Julien Simon              |
| 2018                              | Jasper Stuyven            | Dimitri Claeys          | Warren Barguil            |
| 2019                              | Krists Neilands           | Jasper Stuyven          | Jasper De Buyst           |
| 2020 edició cancel·lada           |                           |                         |                           |
| 2021                              | Christophe Laporte        | Warren Barguil          | Tosh Van der Sande        |
| 2022                              | Mathieu van der Poel      | Biniam Girmay           | Gonzalo Serrano Rodríguez |
| 2023                              | Gonzalo Serrano Rodríguez | Dylan Teuns             | Jasper De Buyst           |
| 2024                              | Roger Adrià Oliveras      | Alexander Aranburu Deba | Clément Champoussin       |